# Таксономија (биологија)
Таксономија је биолошка дисциплина која се бави теоретским и практичним дефинисањем таксона, и додељивањем таксономских категорија одређеним таксонима. Име потиче од грчких речи tassein - класификовати, и nomos - закон, наука. 
У почетку таксономија се бавила само праксом класификовања организама (што је подручје поддисциплине класификације), али је накнадно проширено поље истраживања и на изучавање принципа и теорија класификовања. Данас биолошка таксономија даје правила класификовања организама у сложене дрволике хијерархијске системе, где се више хијерархијски нижих таксона подводи под један хијерархијски виши. У својим истраживањима, таксономи се воде резултатима свих осталих биолошких дисциплина, имајући на тај начин мултидисциплинаран приступ проблему класификовања.

## Упоредити
- Систематика (биологија)
- Класификација (биологија)
- Таксономске категорије
- Таксономски ранг